# 21549 Carolinelang
21549 Carolinelang è un asteroide della fascia principale. Scoperto nel 1998, presenta un'orbita caratterizzata da un semiasse maggiore pari a 3,1751536 UA e da un'eccentricità di 0,1483731, inclinata di 3,34912° rispetto all'eclittica.